# Джуини, Неджи
Неджи Джуини (араб. ناجي الجويني‎; род. 12 августа 1949 года) — тунисский футбольный арбитр. Судил матчи чемпионатов мира 1990 и 1994 годов. Входит в Ассоциацию судей футбольной ассоциации Катара.